# Heimito von Doderer
Heimito von Doderer, de son nom complet Franz Carl Heimito Ritter von Doderer, né le 5 septembre 1896 à Hadersdorf-Weidlingau, près de Vienne, et mort le 23 décembre 1966 à Vienne, est un écrivain autrichien.

## Biographie
Heimito von Doderer est le plus jeune fils d'une famille aristocratique aussi bien par son père (de noblesse récente) que par sa mère. Son père, Wilhelm Carl von Doderer (1854–1932), de confession catholique, occupe en tant que constructeur des fonctions importantes dans les chemins de fer austro-hongrois. Sa mère Wilhelmine, née von Hügel (1862–1946), est de confession protestante ; la sœur Charlotte de  celle-ci a épousé l'architecte Max von Ferstel, fils de Heinrich von Ferstel. Par sa grand-mère Maria von Greisinger (1835–1914), Heimito von Doderer est apparenté à l'écrivain Nikolaus Lenau. Au moment de sa naissance, les Doderer comptaient parmi les familles les plus riches de la monarchie. Heimito von Doderer fait sa scolarité à Vienne, il passe les mois d'été dans la maison familiale près de Reichenau au pied des montagnes du Rax. Élève moyen, il obtient la maturité (Matura) à la veille de l'attentat de Sarajevo, déclencheur de la Première Guerre mondiale.
En 1914, il commence des études de droit à l'université de Vienne mais doit les interrompre à cause de la guerre: il est mobilisé dans la cavalerie et sert dans le Troisième régiment de dragons sur le front oriental, notamment en Galicie et près de Tchernivtsi en Bucovine. Le 12 juillet 1916, il est fait prisonnier par les Russes et, après un long confinement dans la région de Khabarovsk en Sibérie, il se trouve bloqué par la tourmente de la guerre civile russe et ne revient de captivité qu'en août 1920. Il reprend aussitôt des études d'histoire et de psychologie (il obtiendra son doctorat en 1925). Il s'essaie à la littérature avant même la fin de ses études et publie en 1923 un premier recueil de poésie et en 1924 son premier roman, Die Bresche (« La Brèche »).
Il a commencé dès son retour une liaison compliquée avec Gusti Hasterlik, jeune femme d'origine juive qu'il épousera en 1930 avant de s'en séparer deux ans plus tard. Cette période est pour lui extrêmement difficile : le succès littéraire ne vient pas, il manque d'argent et son divorce est particulièrement pénible. Contaminé par l'antisémitisme viennois ambiant, cet homme pourtant conservateur et individualiste à l'extrême va se laisser attirer par le nazisme et adhérera même au NSDAP, en partie aussi par opportunisme, en avril 1933. Le parti nazi autrichien est rapidement interdit par le chancelier Dollfuss, mais Doderer rejoint le parti nazi allemand en 1936. Ce ralliement, du reste, ne lui rapportera jamais rien (que des difficultés à l'issue de la guerre), sa production n'étant pas de nature à intéresser les nazis.Par la suite, il prend peu à peu ses distances vis-à-vis du nazisme parallèlement à son rapprochement avec l'Église catholique (notamment sous l'influence d'une fervente catholique rencontrée en 1937, Maria Emma Thoma (1896-1984), qu'il épousera en 1952). Il se convertit au catholicisme en 1940.
Il est de nouveau mobilisé pendant la Seconde Guerre mondiale et envoyé notamment en France, puis sur le front de l'Est, enfin à Oslo où le surprend la fin de la guerre. Il est fait prisonnier et ne retourne en Autriche qu'en 1946. Dans le cadre de la dénazification, il est alors classé dans la catégorie des « personnes moins compromises » qui sont néanmoins interdites de publication pour trois ans.
Son grand roman L'Escalier du Strudlhof ou Melzer et la profondeur des ans, auquel il a commencé à travailler pendant la guerre, est achevé en 1949, publié en 1951 et très bien accueilli. Doderer est admis au PEN Club autrichien en février 1952.
Le succès enfin venu, il s'attaque à un autre roman, plus ambitieux encore, qu'il avait imaginé et ébauché, avant de l'abandonner, dans les années 1930 : Les Démons. Cette grande fresque, parue en 1956 et mêlant de nombreux personnages inspirés de sa propre vie, est généralement considérée comme son chef-d’œuvre.
En raison de l'ampleur de ses romans et surtout de sa description de la fin d'un monde, il est volontiers comparé à ses compatriotes Robert Musil et Hermann Broch.

## Un représentant du grand roman viennois
Selon Dieter Hornig, Heimito von Doderer est le « dernier grand romancier — et sans doute le plus “viennois” — de la prestigieuse lignée des Musil, Broch, Roth et Canetti ». Si le roman viennois « atteint son expression la plus caractéristique » dans les années 1930 avec L'homme sans qualités de Robert Musil, L'Escalier du Strudlhof (1951) et Les Démons (1956) de Heimito von Doderer « closent » son évolution. Tandis que Musil « ironise sur les discours sociaux ou philosophiques qui proposent des identités toutes faites », Doderer « constate une perte d'authenticité due à une langue dévoyée par l'idéologie ». Ainsi que le rappelle Éric Chevrel, Doderer a lui-même succombé à cette idéologie, Les démons étant aussi « le recyclage d'un projet de roman antisémite, interrompu en 1936 ». Comme chez Hofmannsthal et Musil, « les personnages de double, réel ou imaginaire » montrent « l'individu menacé dans sa personnalité même ».
En 2024, un roman de Rudolph J. Wojta a été publié, Zerfall der Lage, qui traitait de la crise créative de Heimito von Doderer au début des années 1930 et de ses fantasmes sexuels.

## Œuvres
- Gassen und Landschaft (1923)
- Die Bresche (1924)
- Das Geheimnis des Reichs (1930)
- Der Fall Gütersloh (1930)
- Ein Mord, den jeder begeht (1938) Publié en français sous le titre Un meurtre que tout le monde commet, traduit par Pierre Deshusses, Paris, Rivages, coll. « Littérature étrangère », 1986  (ISBN 2-903059-92-6) ; réédition, Paris, Rivages, coll. « Bibliothèque étrangère Rivages » no 14, 1990  (ISBN 2-86930-305-X)
- Ein Umweg (1940) Publié en français sous le titre Sursis, traduit par Blaise Briod, Paris, Plon, 1943 ; réédition, Paris, Union Générale d'Éditions, coll. « 10/18. Domaine étranger » no 1837, 1987  (ISBN 2-264-01023-1)

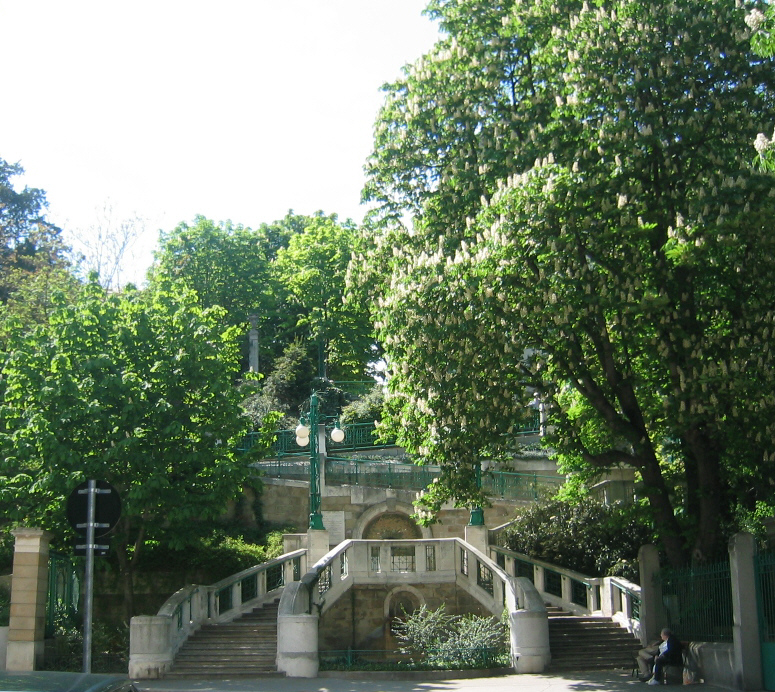
Wien Strudlhofstiege (« L'escalier Strudlhof » à Vienne), 2003

- Die erleuchteten Fenster oder Die Menschwerdung des Amtsrates Julius Zihal (1951) Publié en français sous le titre Les Fenêtres éclairées ou L'Humanisation de l'inspecteur Julius Zihal, traduit par Pierre Deshusses, Paris, Rivages, coll. « Littérature étrangère », 1990  (ISBN 2-86930-306-8)
- Die Strudlhofstiege oder Melzer und die Tiefe der Jahre (1951)Publié en français sous le titre L'Escalier du Strudlhof ou Melzer et la profondeur des ans, traduit par Rachel Bouyssou et Herbert Bruch, Montréal, Carte Blanche, 2020  (ISBN 978-2-89590-409-0)
- Das letzte Abenteuer (1953) Publié en français sous le titre La Dernière Aventure, traduit par Annie Brignone, Toulouse, Éditions Ombres, coll. « Petite bibliothèque Ombres » no 46, 1995  (ISBN 2-84142-011-6)
- Die Dämonen. Nach der Chronik des Sektionsrates Geyrenhoff (1956) Publié en français sous le titre Les Démons. D'après la chronique du chef de division Geyrenhoff, traduit par Robert Rovini, Paris, Gallimard, coll. « Du monde entier » 1965 ; réédition, Paris, Union Générale d'Éditions, coll. « 10/18. Domaine étranger » no 1837, 1987  (ISBN 2-264-01023-1) ; réédition en 3 vol., Paris, Gallimard, coll. « L'Étrangère », 1992  (ISBN 2-07-072597-9)
- Ein Weg im Dunklen (1957)
- Die Posaunen von Jericho (1958) Publié en français sous le titre Les Trompettes de Jéricho, traduit par Pierre Deshusses in Divertimenti, Paris, Rivages 1996.
- Grundlagen und Funktion des Romans (1959) Publié en français sous le titre Fondements et fonction du roman, traduit par Robert Rovini, dans Les Temps modernes 21/234, 1965, p. 908-921
- Die Peinigung der Lederbeutelchen (1959)
- Tod einer Dame im Sommer (1959), nouvelle reprise ultérieurement dans le recueil Unter schwarzen Sternen Publié en français sous le titre Mort d'une dame en été, traduit par François Grosso, Paris, Éditions Sillage, 2010  (ISBN 978-2-916266-69-5)
- Die Merowinger oder Die totale Familie (1962)
- Die Wasserfälle von Slunj (Roman No. 7/I) (1963) Publié en français sous le titre Les Chutes de Slunj, traduit par Albert Kohn et Pierre Deshusses, Paris, Rivages, coll. « Littérature étrangère », 1987  (ISBN 2-903059-92-6)
- Tangenten. Tagebuch eines Schriftstellers 1940–1950 (1964)
- Unter schwarzen Sternen (1966)
- Meine neunzehn Lebensläufe und neun andere Geschichten (1966)
- Divertimenti und Variationen (1972), anthologie posthume Publié en français sous le titre Divertimenti, traduit par Pierre Deshusses, Paris, Rivages, coll. « Littérature étrangère », 1996  (ISBN 2-7436-0023-3)
- Kurz- und Kürzestgeschichten (1972), anthologie posthume Publié en français sous le titre Histoires brèves et ultra-brèves, traduit par Raymond Voyat, Paris, Éditions du Rocher, coll. « Motifs » no 310, 2008  (ISBN 978-2-268-06517-5)

## Récompenses et distinctions
- 1957 : Grand prix d'État autrichien
- 1961 : Prix de la Ville de Vienne de littérature